# Wall of Glass
Wall of Glass è un singolo del cantautore britannico Liam Gallagher, pubblicato il 2 giugno 2017 come primo estratto dal primo album in studio As You Were.
Tra i vari formati del singolo vi è lo speciale vinile 7" limited edition da una tiratura di 500 copie. La particolarità unica di questo vinile è l'incisione di tutto il testo nel vinile stesso.
Liam Gallagher ha presentato il brano dal vivo durante lo speciale concerto benefico One Love Manchester allo stadio Old Trafford Cricket Ground il 4 giugno 2017.

## Video musicale
Nel videoclip del brano, diretto da François Rousselet e prodotto da Riff Raff Film, Liam Gallagher fissa uno specchio e percorre dei corridoi, mentre la videocamera ruota in tutte le direzioni.

## Formazione
- Liam Gallagher – voce
- Greg Kurstin – batteria, chitarra acustica, chitarra elettrica, percussioni, basso, armonica
- Andrew Wyatt – cori
- Bridget Sarai – cori